# Opor (brdo)
Opor je brdo na tromeđi Grada Kaštela, općine Prgometa i općine Lećevice. Nalazi se zapadno od Labina. Najviši vrh je Crni krug (647 mnv), blizu kojeg je malo jugozapadnije speleološki objekt Pasja jama. Na Oporu je planinarski put Labin — Crni krug, koji je na području HPD Malačka - Donja Kaštela, Kaštel Stari. U južnom susjedstvu je brdo Trećanica. Opor se pruža prema istoku sve do prijevoja Malačke na koji se nastavlja brdo Kozjak. 1216. godine prvi se put spominje ime Opor kao ime sela, a drugi put kod opisa radoških međa.